# LaTroy Hawkins
Pour les articles homonymes, voir Hawkins.
LaTroy Hawkins (né le 21 décembre 1972 à Gary, Indiana, États-Unis) est un ancien lanceur droitier américain des Ligues majeures de baseball.
Il évolue pour 11 équipes différentes au cours d'une carrière de 21 saisons, de 1995 à 2015. Après avoir disputé ses 9 premières saisons avec les Twins du Minnesota, il s'aligne avec 10 clubs au cours des 12 années qui suivent. Il est à l'origine lanceur partant, sans grand succès, avant de faire sa marque à partir de la saison 2000 comme lanceur de relève. Il devient en 2015 le 13e lanceur de l'histoire à réussir un sauvetage contre chacune des 30 franchises du baseball majeur.
Pour sa 20e saison dans le baseball majeur, il est à 41 ans le joueur le plus âgé à évoluer dans la Ligue nationale de baseball en 2014, et à 42 ans le plus âgé des majeures en 2015.

## Biographie

### Twins du Minnesota
LaTroy Hawkins est drafté dès la fin ses études secondaires, le 3 juin 1991, par les Twins du Minnesota.
Après quatre saisons en ligues mineures dans l'organisation des Twins, il gradue au niveau majeur en 1995, jouant son premier match le 29 avril face aux Orioles de Baltimore. Ce premier départ est désastreux : il est chassé et encaisse la défaite après avoir alloué sept points mérités en seulement une manche et deux tiers. Ses débuts pour Minnesota sont d'ailleurs en général chancelants : en deux saisons, où il alterne entre les majeures et les mineures, il dispute 13 parties dont 12 comme lanceur partant pour les Twins et présente une moyenne de points mérités de 8,43. Ce n'est qu'en 1997 qu'il s'impose dans la rotation de partants du club. Il effectue 20 départs cette saison-là et remporte 6 victoires contre 12 défaites avec une moyenne de points mérités de 5,84. Il abaisse cette moyenne à 5,25 en 33 départs et 190 manches et un tiers lancées en 1998, avec 7 gains et 14 revers. En 1999, il connaît sa seule saison de 10 victoires mais perd 14 décisions en 33 départs, et avec le plus grand nombre de points mérités (129) accordés parmi les lanceurs de la Ligue américaine, il voit sa moyenne grimper à 6,66.
C'est la dernière saison de Hawkins comme lanceur partant et il n'amorcera plus jamais un match par la suite. Il fait sa marque comme lanceur de relève au cours des 16 saisons suivantes, ce qui rachète un faux départ comme partant. En 98 départs en carrière, sa moyenne de points mérités s'élève à 6,11 : de tous les lanceurs partants de l'histoire des majeures, seul Todd Van Poppel (6,31) a affiché une moyenne plus mauvaise en autant de départs (98),.
Assigné à l'enclos des releveurs à partir de la 2000, Hawkins fait bien avec une moyenne de 3,39 en 87 manches et deux tiers lancées dans ses 66 présences au monticule. Il enregistre de plus 14 sauvetages.
Stoppeur des Twins en 2001, Hawkins s'acquitte plus ou moins bien de la tâche. Il inscrit 28 sauvetages, son record en carrière, mais gaspille aussi 12 avances. En 51 manches et un tiers au monticule, sa moyenne de points mérités s'élève à 5,96.
Le travail de stoppeur étant assigné à Eddie Guardado en 2002, Hawkins signe une excellente saison en 2002 avec six victoires en autant de décisions, une moyenne de points mérités de 2,13 en 80 manches et un tiers lancées lors de 65 sorties en relève. Il enchaîne avec sa meilleure campagne en 2003. Surtout envoyé dans le match en 8e manche, sa moyenne ne se chiffre qu'à 1,86 en 77 manches et un tiers lancées. En 74 matchs, il reçoit 9 victoires contre 3 défaites. Après avoir pour la première fois joué en séries éliminatoires en 2002, Hawkins lance trois manches dans celles de 2003, récoltant la seule victoire des Twins, survenue dans le premier match de la Série de divisions qui les oppose aux Yankees de New York.

### Cubs de Chicago
Fort de deux excellentes saisons en courte relève chez les Twins, Hawkins, devenu agent libre, signe le 3 décembre 2003 un contrat de 11 millions de dollars pour trois ans avec les Cubs de Chicago. Ceux-ci, dès la saison 2004, lui confient la tâche de lancer la huitième manche et de préparer l'entrée du stoppeur Joe Borowski. Mais lorsque Borowski s'avère incapable de bien faire le travail, c'est Hawkins qui lui succède en juin comme releveur chargé de préserver les victoires. Il enregistre 25 sauvetages, le deuxième total le plus élevé de sa carrière, mais il gâche aussi trois occasions dans les deux dernières semaines de la saison régulière. Favoris pour décrocher le titre de leur division, les Cubs s'effondrent en fin de parcours et ratent la qualification comme meilleurs deuxièmes pour les séries éliminatoires, et les contre-performances de Hawkins sont parmi celles qui provoquent le mécontentement des supporteurs. Hawkins complète tout de même la saison avec une très bonne moyenne de points mérités de 2,63 en 82 manches lancées en 50 matchs. Le 11 septembre 2004, il retire trois frappeurs sur neuf prises pour terminer un match face aux Marlins de la Floride.

### Giants de San Francisco
Le 28 mai 2005, après avoir commencé sa seconde saison chez les Cubs, LaTroy Hawkins est transféré aux Giants de San Francisco dans un échange qui envoie les lanceurs droitiers Jerome Williams et David Aardsma à Chicago. Revenu à son rôle de lanceur de huitième manche, Hawkins n'est guère convaincant avec une moyenne de 4,10 en 37 manches et un tiers lancées pour San Francisco. Sa moyenne se chiffre à 3,83 au total pour 2005, avec deux victoires, huit défaites et six sauvetages pour les Cubs et les Giants.
Le 6 décembre 2005, les Giants l'échangent aux Orioles de Baltimore contre le lanceur gaucher Steve Kline.

### Orioles de Baltimore

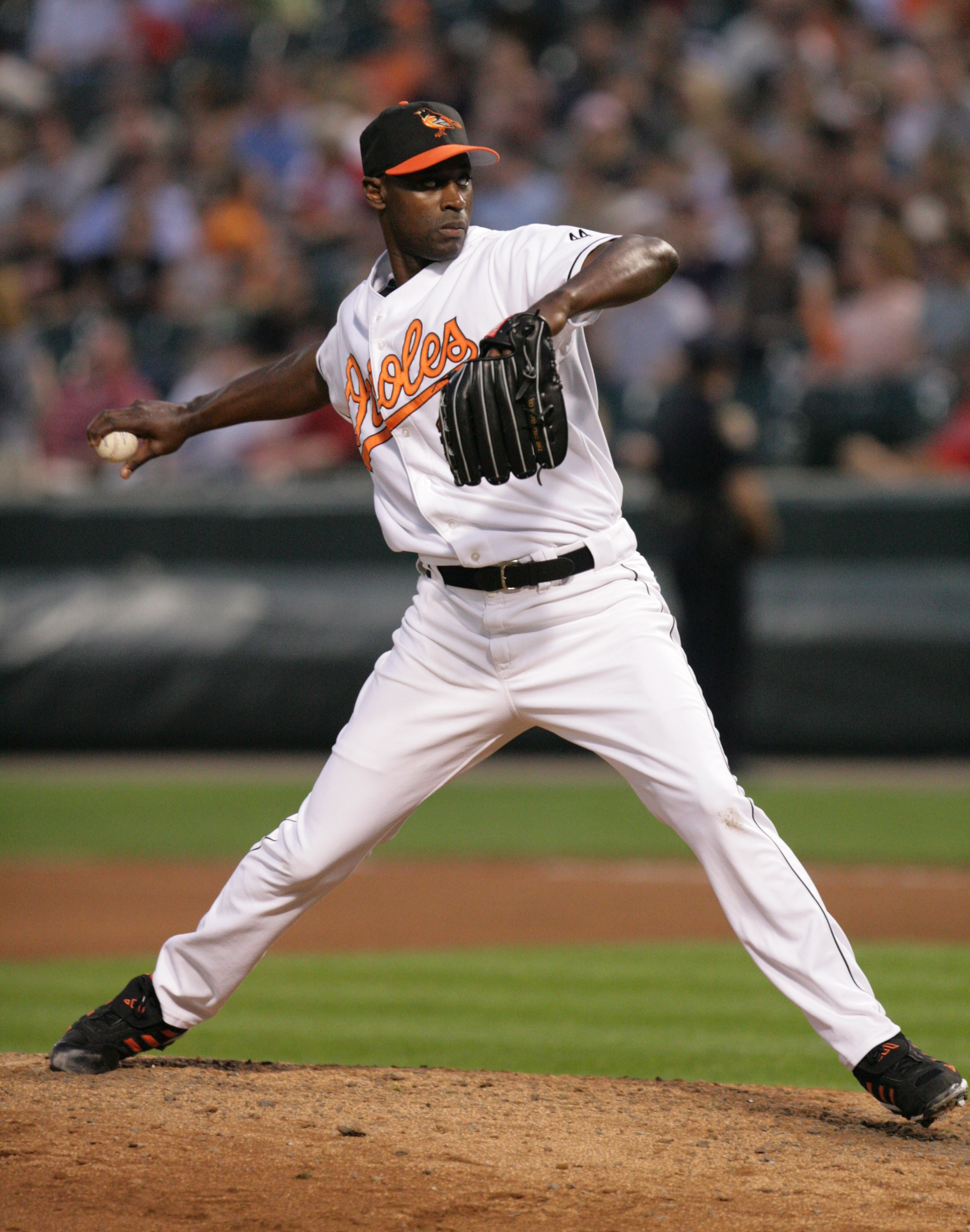
LaTroy Hawkins en 2006 avec les Orioles de Baltimore.

Il évolue une saison à Baltimore. En 60 matchs et 60 manches et un tiers lancées en 2006, sa moyenne se chiffre à 4,48 avec trois gains et deux défaites.

### Rockies du Colorado
De nouveau agent libre, Hawkins passe à sa cinquième équipe lorsqu'il rejoint les Rockies du Colorado pour un an et 3,5 millions de dollars en décembre 2006. Il signe une moyenne de points mérités de 3,42 en 55 manches et un tiers lancées lors de 62 présences au monticule en saison régulière. Jouant pour la première fois en matchs éliminatoires depuis sa dernière année au Minnesota, il accompagne les Rockies dans leur route vers leur première Série mondiale. Il traverse les deux premières rondes éliminatoires contre Philadelphie et Arizona sans accorder de point en trois manches au monticule. Il alloue un point en deux manches lancées lors de deux sorties dans la courte Série mondiale 2007 où Colorado est battu par Boston. Il vient chaque fois lancer la dernière manche avec son équipe très en retard dans le score.

### Yankees de New York

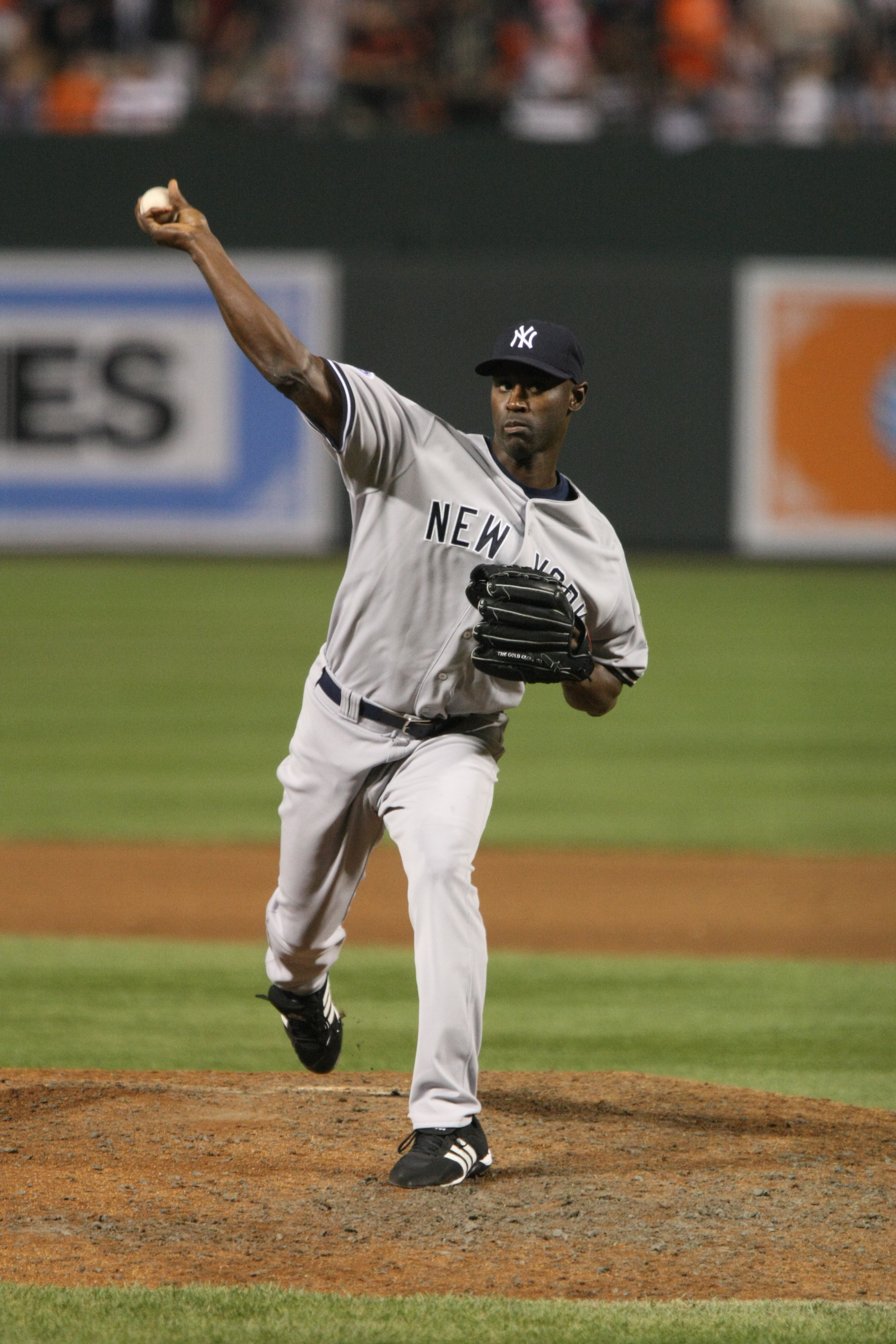
LaTroy Hawkins au monticule en 2008 pour les Yankees de New York.

Malgré une offre des Rockies pour revenir au Colorado à l'échéance de son contrat d'un an, LaTroy Hawkins se retrouve en 2008 chez les Yankees de New York, qui lui accordent une entente d'une saison. Le lanceur, qui a surtout porté le numéro d'uniforme 32 au cours de sa carrière, choisi le dossard 21 chez les Yankees, en hommage à Roberto Clemente. Il est le premier joueur à porter ce numéro depuis la retraite en 2001 d'un des récents favoris des partisans new-yorkais, Paul O'Neill. Les supporteurs n'en sont guère enchantés et Hawkins achète la paix en changeant de numéro d'uniforme pour le 22 en cours de saison. En mai, Hawkins est suspendu 3 matchs par le baseball majeur pour avoir dirigé un tir trop près de la tête de Luke Scott des Orioles de Baltimore, qui l'accuse de l'avoir fait exprès. Inefficace à New York avec une moyenne de points mérités de 5,71 en 41 manches lancées en 33 parties, Hawkins est cédé aux Astros de Houston le 30 juillet contre Matt Cusick, un joueur de champ intérieur des ligues mineures.

### Astros de Houston
Hawkins brille en deuxième moitié de saison 2008 chez les Astros alors qu'il n'accorde qu'un seul point mérité en 21 manches, pour une moyenne de 0,43 en 24 parties jouées. Gagnant de deux matchs et auteur d'un sauvetage, il termine la saison avec une fiche de 3-1 et une moyenne de 3,92 en 62 manches lancées lors de 57 matchs au total pour New York et Houston. Dès la saison terminée, ceci vaut au lanceur, de nouveau joueur autonome, un nouveau contrat d'un an à 3,5 millions de dollars avec Houston.
Sélectionné en équipe des États-Unis, il participe à la Classique mondiale de baseball au printemps 2009.
Il enchaîne avec l'une de ses meilleures saisons depuis des années. L'artilleur de 36 ans affiche une moyenne de points mérités de 2,13 en 63 manches et un tiers lancées lors de 65 présences en relève. Il enregistre 11 sauvetages, son plus haut total depuis l'année 2004 à Chicago.

### Brewers de Milwaukee
En décembre 2009, il signe un contrat de 2 ans avec les Brewers de Milwaukee. Sa première saison est gâchée par une blessure qui amène à une opération à l'épaule. Limité à 16 manches lancées en 2010, il remonte sur la butte pour une excellente saison 2011 : trois victoires, une défaite en 52 matchs et une moyenne de points mérités de 2,42 en 48 manches et un tiers. Aidant Milwaukee à remporter un premier titre de division en 29 ans, il ne donne aucun point en quatre manches lancées en séries éliminatoires. Le parcours des Brewers prend toutefois fin en Série de championnat de la Ligue nationale contre les futurs champions du monde, les Cardinals de Saint-Louis.

### Angels de Los Angeles
En décembre 2011, il signe un contrat d'une saison avec les Angels de Los Angeles. Il lance 42 manches en 48 sorties en relève à sa seule saison avec l'équipe en 2012. Détenteur d'une fiche de deux victoires et trois défaites, il présente une moyenne de points mérités de 3,64 avec un sauvetage.

### Mets de New York

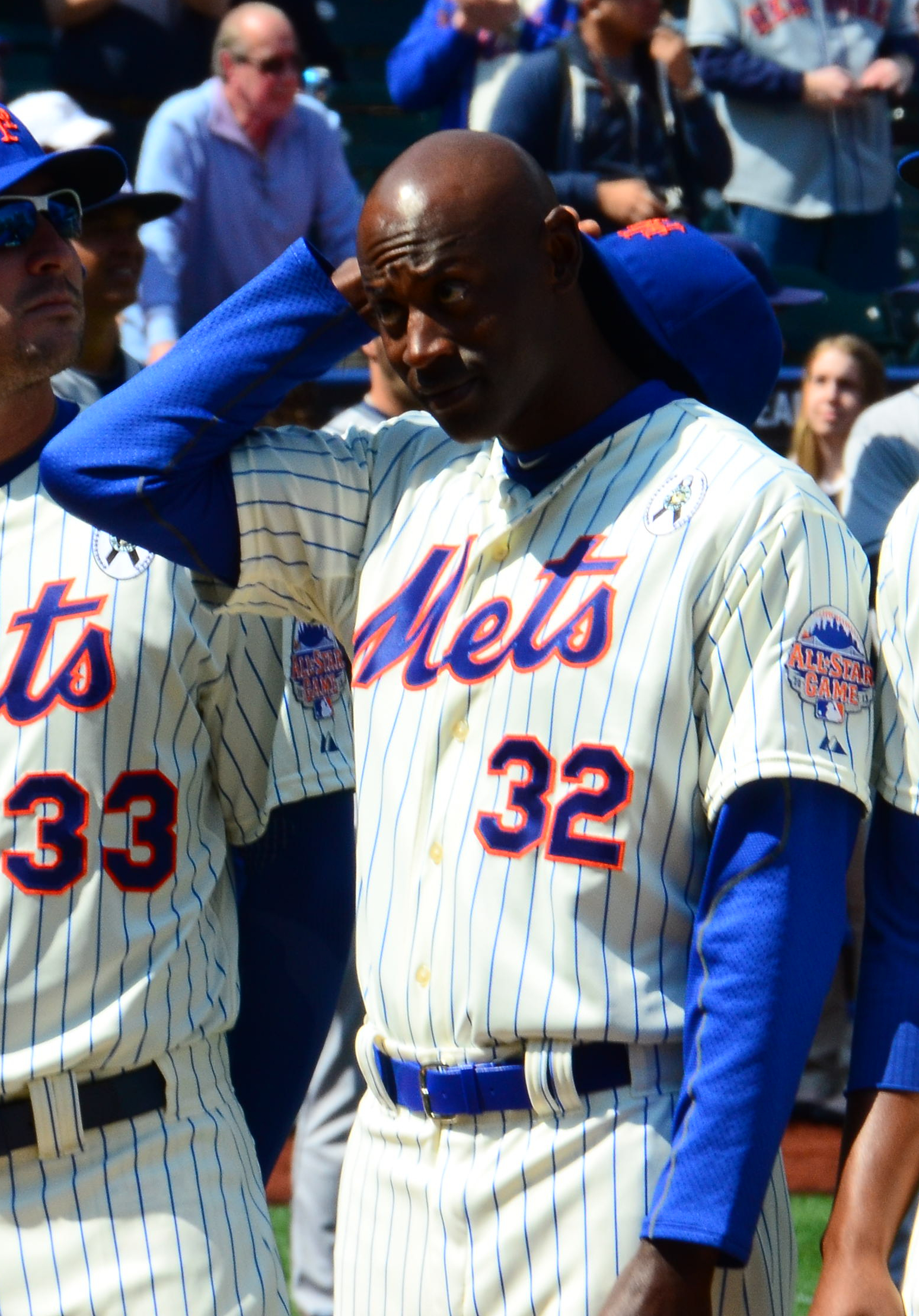
Hawkins en 2013 avec les Mets de New York.

Il rejoint les Mets de New York le 31 janvier 2013 sur un contrat des ligues mineures. Avec 871 matchs joués au moment de joindre les Mets, Hawkins est le lanceur en activité comptant le plus de matchs joués dans le baseball majeur après Mariano Rivera. Il est aussi à 40 ans le joueur le plus âgé à entreprendre la saison dans la Ligue nationale, les cinq autres plus vieux jouant tous en Ligue américaine.
Il fait très bien en relève pour les Mets en 2013 avec une moyenne de points mérités de 2,93 en 70 manches et deux tiers lancées. Tantôt utilisé comme stoppeur, Hawkins protège 13 victoires du club, son plus haut total dans ce rôle depuis la saison 2004 avec les Cubs de Chicago. Il gagne trois matchs et en perd deux.

### Retour au Colorado
Le 21 novembre 2013, LaTroy Hawkins signe un contrat de 2,5 millions de dollars pour une saison chez les Rockies du Colorado. Comme stoppeur, Hawkins réalise 23 sauvetages pour les Rockies en 2014, son plus haut total depuis l'année 2004. En 57 apparitions au monticule, il maintient une moyenne de points mérités de 3,31 en 54 manches et un tiers lancées, avec 4 victoires et 3 défaites. Il est à 41 ans le joueur le plus âgé à évoluer dans la Ligue nationale cette année-là et le 3e plus âgé des majeures après Jason Giambi et Raúl Ibáñez. Il annonce que la saison 2015 sera sa dernière dans les majeures.
Hawkins effectue 24 sorties pour Colorado en 2015. Il maintient une moyenne de points mérités de 3,63 en 22 manches et un tiers lancées, avec deux victoires, une défaite, deux sauvetages et 20 retraits sur des prises.

### Blue Jays de Toronto
Le 28 juillet 2015, Hawkins et le joueur d'arrêt-court étoile Troy Tulowitzki sont échangés par les Rockies aux Blue Jays de Toronto, en retour de l'arrêt-court José Reyes, du releveur Miguel Castro et des lanceurs droitiers des ligues mineures Jeff Hoffman et Jesus Tinoco.
Très efficace après son arrivée à Toronto, Hawkins contribue à stabiliser un enclos de relève jusque-là imprévisible et aide les Blue Jays à remporter le titre de la division Est de la Ligue américaine. En 18 sorties et 16 manches et un tiers lancées pour les Jays, Hawkins n'accorde que 5 points mérités pour une moyenne de 2,76. Il termine la saison 2015 avec une moyenne de 3,26 en 38 manches et deux tiers en 42 matchs entre Colorado et Toronto.
Le 5 août 2015, Hawkins lance contre sa première équipe, les Twins du Minnesota, et réalise un sauvetage, devenant du même coup le 13e lanceur de l'histoire à réussir ce fait contre chacune des 30 équipes du baseball majeur.
Il apparaît dans son dernier match en carrière lors des éliminatoires, plus précisément le 20 octobre 2015 à Toronto lors du 4e match de la Série de championnat 2015 de la Ligue américaine.

### Statistiques au bâton
Ayant passé la grande majorité de sa carrière dans la Ligue américaine, qui applique la règle du frappeur désigné et n'envoie pas les lanceurs frapper, LaTroy Hawkins a eu peu d'occasions d'obtenir des passages au bâton. Il en compte seulement 9 en carrière : 8 retraits (dont 7 sur des prises) et un amorti-sacrifice réussi. De tous les joueurs de l'histoire des majeures, seul Mike Timlin compte plus de matchs (1 059) que Hawkins (1 042 sans jamais avoir atteint les buts.